# Квантова теория на полето
Квантова теория на полето е раздел на физиката, изучаващ поведението на квантовите системи с безброй много степени на свобода. Тя е теоретична основа за описание на микрочастиците, техните взаимодействия и преобразувания. На квантовата теория на полето се основават физиката на елементарните частици и физиката на кондензираната материя. За момента квантовата теория на полето може да се приеме за ефективна полева теория, което означава, че съществува максимална енергия, за която тя е приложима.
Математическият апарат на квантовата теория на полето е Хилбертовото пространство на състоянията и действащите в него оператори. Обектите в него са пространствени вектори, описващи възможните състояния на квантовото поле.
Основите на теорията се полагат през 1920-те, когато възниква необходимостта от създаване на квантова теория на електромагнитното поле. През 1926 година Макс Планк, Паскуал Джордан и Вернер Хайзенберг създават такава теория, като изразяват вътрешните степени на свобода на полето като безкраен набор хармонични трептения, използвайки процедурата за квантуване на тези трептения.
Предполага се, че квантовата механика лежи в основата на всички физични явления в природата. Класическата теория за полето би трябвало, поне на теория, да позволява промяна в някои от основните ѝ свойства в посока на квантовата механика, успехът дава Квантовата теория за полето. Например класическата електродинамика дава квантова електродинамика. Квантовата електродинамика е може би най-успешната научна теория, експериментални данни потвърждават своите прогнози за по-висока точност (до повече значещи цифри), отколкото всяка друга теория. Другите две фундаментални квантови теории за полето са квантовата хромодинамика и електрослабата теория. В квантовата хромодинамика цветовите линии на полетата са доближени на много малки разстояния от глуоните. Този ефект се увеличава в рамките на малко разстояние (около 1 FM от района на кварките), като по този начин кварките се обединяват в адрони. Тези три квантови теории могат да бъдат извлечени като специален случай в т.нар. стандартен модел на частиците. Теорията на относителността на Айнщайн, отнасяща се до гравитационното поле тепърва се очаква да бъде квантувана.